# Xfdesktop
Xfdesktop - menedżer pulpitu będący jednym z podstawowych komponentów środowiska graficznego Xfce. Pozwala na zmianę koloru/tapety tła, zapewnia menu do uruchamiania aplikacji po wciśnięciu prawego przycisku myszki i opcjonalnie wyświetla pliki (włączając w to aktywatory aplikacji) albo zminimalizowane okna. Pozwala na ustawienie gradientu jako koloru tła, modyfikowanie nasycenia grafiki będącej tłem pulpitu oraz zawiera obsługę rozszerzenia xinerama.